# Лысаковский, Богдан
Богдан Лысаковский (пол. Bogdan Łysakowski; 10 января 1932 — 26 ноября 1993) — польский актёр театра, кино и телевидения.

## Биография
Актёр Национального театра и других варшавских театров. Выступал в спектаклях польского «театра телевидения» в 1959—1976 годах. Умер в Варшаве, похоронен на варшавском Брудновском кладбище.

## Избранная фильмография
- 1967 — Вестерплатте / Westerplatte
- 1967 — Париж-Варшава без визы / Paryż-Warszawa bez wizy
- 1967 — Ставка больше, чем жизнь / Stawka większa niż życie (только в 15-й серии) – рабочий Стасек
- 1968 — Пароль «Корн» / Hasło Korn
- 1968 — Всё на продажу / Wszystko na sprzedaż
- 1969 — Человек с ордером на квартиру / Człowiek z M-3
- 1969 — Приключения пана Михала / Przygody pana Michała (во 2-й и 10-й серии)
- 1970 — Приключения пса Цивиля / Przygody psa Cywila (только в 4-й серии)
- 1972 — На краю пропасти / Na krawędzi
- 1973 — Майор Хубаль / Hubal
- 1973 — Чёрные тучи / Czarne chmury (только в 1-й серии)
- 1974 — Первый правитель / Gniazdo
- 1975 — Моя война, моя любовь / Moja wojna, moja miłość
- 1975 — Доктор Юдым / Doktor Judym
- 1975 — Казимир Великий / Kazimierz Wielki
- 1976 — Польские пути / Polskie drogi (только в 5-й серии)
- 1976 — Я — мотылёк, или Роман сорокалетнего / Motylem jestem, czyli romans 40-latka
- 1976 — Брюнет вечерней порой / Brunet wieczorową porą
- 1976 — Красные шипы / Czerwone ciernie
- 1977 — Смерть президента / Śmierć prezydenta
- 1978 — Роман Терезы Хеннерт / Romans Teresy Hennert
- 1978 — Кошки это сволочи / Koty to dranie
- 1978 — Посреди ночной тишины / Wśród nocnej ciszy
- 1978 — Больница преображения / Szpital przemienienia
- 1978 — Жизнь, полная риска / Życie na gorąco (только в 1-й  серии)
- 1978 — Семья Поланецких / Rodzina Połanieckich (только в 6-й серии)
- 1978 — 80 гусаров / 80 huszár
- 1979 — Форпост / Placówka
- 1980 — Зелёные годы / Zielone lata
- 1983 — Альтернативы 4 / Alternatywy 4 (только в 1-й  серии)

## Признание
- 1974 — Заслуженный деятель культуры Польши.